# Pacskovszky József
Pacskovszky József (Celldömölk, 1961. április 25. –) Balázs Béla-díjas  magyar filmrendező, forgatókönyvíró, egyetemi tanár, doktor[forrás?].

## Életpályája
1980–1985 között a Kertészeti és Élelmiszeripari Egyetem hallgatója volt. 1985–1989 között a Színház- és Filmművészeti Főiskola film- és televíziórendező szakos hallgatójaként Makk Károly, Szabó István, Gazdag Gyula voltak szakmai tanárai. Főiskolás vizsgafilmjeivel több nemzetközi fesztiválon díjakat nyert. Diplomafilmje a Sellő félig a habokból címet kapta. Doktori disszertációját 2012-ben írta, témavezetője Schulze Éva volt. Első játékfilmje 1994-ben készült Kosztolányi novellákból, Esti Kornél csodálatos utazása címmel. 1995–1999 között a Színház- és Filmművészeti Főiskola tanársegéde volt.

## Filmjei

### Rendezőként
- Jó utat! (1986)
- Túlsó part (1986)
- Női uszoda (1987)
- Elégia egy nőért (1988)
- Zafír (1988) (forgatókönyvíró is)
- Sellő félig a habokból (1991) (forgatókönyvíró is)
- Napok (1992)
- Esti Kornél csodálatos utazása (1994) (forgatókönyvíró is)
- Fejezetek a magyar film történetéből (1995)
- Színészportrék (1997)
- A fiú naplójából (1997)
- Nyelv és varázs - két tételben (1997)
- Szerelem est (1998)
- Lila esernyők (1998)
- Éjfél (1998)
- Három szerelem (1998)
- Petőfi-relikviák (1998)
- A galamb ünnepe (1998)
- Tükör (1999)
- Találka (1999) (forgatókönyvíró is)
- Gózon Francisco (1999)
- Gérecz Attila (1999)
- Áldalak búval, vigalommal (1999)
- A mi szerelmünk (1999) (forgatókönyvíró is)
- VII. Olivér (2001) (forgatókönyvíró is)
- Schéner Mihály (2001)
- A minőség forradalmára (2001)
- A boldogság színe (2003) (forgatókönyvíró is)
- A gyanú (2003) (forgatókönyvíró is)
- Ég veled! (2005) (forgatókönyvíró is)
- Lopott képek (2006) (forgatókönyvíró is)
- Az igazi halál (2007) (forgatókönyvíró is)
- A vágyakozás napjai (2010) (forgatókönyvíró is)
- A tökéletes gyilkos (2016) (forgatókönyvíró is)
- Kék róka (2022) (forgatókönyvíró is)
- Majdnem menyasszony (2024)

### Forgatókönyvíróként
- A hal (1997)

### Színészként
- Bibliothèque Pascal (2010)

## Könyv
- Pacskovszky József–Pacskovszky Zsolt: Nő kutyával és holddal; Agave Könyvek, Bp., 2015

## Díjai, elismerései
- Souvenir-díj (1995)
- perugiai Opera Nouva aranyérem (1995)
- a filmkritikusok díja (1996)
- Balázs Béla-díj (2000)